# Roque Grazziotin
Roque Grazziotin (Antônio Prado, 7 de maio de 1946 – Caxias do Sul, 22 de setembro de 2019) foi um político brasileiro.
Foi eleito Lista de deputados estaduais do Rio Grande do Sul da 50.ª legislatura|deputado estadual do Rio Grande do Sul da 50.ª legislatura.